# Malthonea guttata
Malthonea guttata är en skalbaggsart som först beskrevs av Kirsch 1889.  Malthonea guttata ingår i släktet Malthonea och familjen långhorningar. Inga underarter finns listade i Catalogue of Life.